# The Voice in Me
The Voice in Me (engl. für: „Die Stimme in mir“) ist das zweite Studioalbum der deutschen Pop-Sängerin Joana Zimmer. Es erschien Ende des Jahres 2006.

## Hintergrund
Produziert wurde es in den LaCarr Studios in Stockholm von Nick Nice und Pontus Söderqvist. Als Komponisten haben Desmond Child, Andreas Carlsson, Rick Nowels, Diane Warren, Marjorie Maye & Andy Marvel, Marcella Detroit, Richard Stanard und Burt Bacharach Titel beigesteuert. Am 12. Januar 2007 stieg das Album auf Platz 22 in die deutschen Charts ein.
Die Single Bringing Down the Moon wurde bereits am 15. Dezember 2006 veröffentlicht und schaffte Anfang 2007 den Einstieg in die Charts auf Platz 46. Die B-Seite der Single (This Is My Life) ist der Titelsong für die im November 2006 gestartete ARD-Telenovela Rote Rosen.
Am 25. Mai 2007 erschien die zweite Single If It’s Too Late, zu der es kein Musikvideo gibt.

## Titelliste
1. Bringing Down the Moon
2. Let’s Get to the Love Part
3. Have a Thing Tonight
4. If It’s Too Late
5. Can’t Fall Down
6. In Between
7. Don’t Touch Me There
8. Don’t Weigh Me Down
9. Strangest Thing
10. History
11. Bring It On
12. Hearts Don’t Lie
13. What Is the Good In Goodbye
14. This Is My Life (Bonustrack)